# Временный (Свердловск-44)
Вре́менный (Строи́телей) — исчезнувший посёлок, существовавший при строительстве завода № 484 и будущего закрытого города Ново-Уральска — Свердловска-44 (ныне Новоуральск). Появился в 1941 году. Вместе с Первым и Вторым Финскими посёлками находился на территории современного Привокзального района.

## Географическое положение
Временный посёлок находился на территории современного Привокзального района, на северо-восточном склоне горы. Он тянулся от Театрального проезда до улицы Гагарина.
С посёлком Временным-Строителей соседствовали другие посёлки:
- Постоянный (располагался на западном склоне горы, к юго-западу от Временного),
- Фанерный (располагался к западу от Временного посёлка),
- ГУЛАГ (располагался северо-западнее, на противоположном берегу реки Бунарки).

В послевоенные годы южнее посёлка Временного-Строителей появился Второй Финский посёлок.

## История
В начале 1940-х годов началось строительство завода № 484, положившего начало будущему городу Новоуральску. Изначально первостроители проживали в рабочем посёлке Верх-Нейвинском. Руководство строительства понимало, что посёлок — это лишь временное место размещения для массово прибывающих строителей и что для них необходимо возводить собственное жильё. Так, к концу 1941 года на территории современного Новоуральска были выстроены посёлки: Зелёный (Фанерный), Первомайский, Временный и ГУЛАГ (ИТК). Общая площадь посёлков, которые располагались приблизительно в одном-двух километрах от объектов строительства, составила свыше 12 тыс. м². 
Временный посёлок был заложен для военных строителей, которые вместе с заключёнными и вольнонаёмными рабочими трудились над возведением завода № 484 и будущего города. Посёлок также называли Временный-Строителей.
П. Т. Кощеев в свои неполные 16 лет закончил школу ФЗУ в Новосибирске. Молодой рабочий вспоминал:

«Работать направили на должность плотника. Начальником завода был товарищ Тернерсеянц. Поселили нас в бараке на горе, во Временном посёлке. Работать направили в ДОК. Сколачивали щиты для домиков барачного типа, из которых были построены ул. Первомайская, Северный посёлок».
После 11-12-часового рабочего дня строители добровольно шли расчищать железнодорожные пути, чтобы пропустить эшелоны с танками, направляющиеся из Нижнего Тагила на фронт, а также убирали улицы от снега и занимались озеленением посёлков.
Временный посёлок состоял из бараков, в которых были двухъярусные нары и печное отопление. К концу 1941 года было почти завершено строительство девяти бараков. В этих же бараках располагались строительные батальоны войсковых частей № 1481, 1485 и 1486. Также для солдат были построены столовая, баня и ледник, которые находились в районе бывшей школы № 51. По словам первостроителей, как только их привозили на место строительства будущего города, то сразу вели именно в эту баню. П. Н. Калагин вспоминал:

«Комендант дома нас повёл в баню под названием санпропускник с полной термической обработкой нашего белья. Баня находилась в военной части, примерно где сейчас находится улица Красногвардейская».
О жизни во Временном посёлке вспоминал мастер городского деревообрабатывающего завода Иосиф Прокопьевич Трегуб:

«Я был призван в армию и прибыл сюда 11 ноября 1941 года из п. Ляля, где работал мастером в деревообделочном комбинате. Первые дни недели жил в каком-то бараке на территории гаража. Сырость, холод. Питались всухомятку. На 5 человек булка хлеба, ложка сахара, кусочек масла. А уж после этого перевели в бараки за горой, где сейчас бензозаправка находится».
Во Временном посёлке располагалась также первая начальная школа № 1. Она занимала две комнаты в бараке. Первой учительницей была Вершинина Александра Филипповна. Позднее школу перевели в Фанерный (Зелёный) посёлок.